# Inmigración brasileña en México

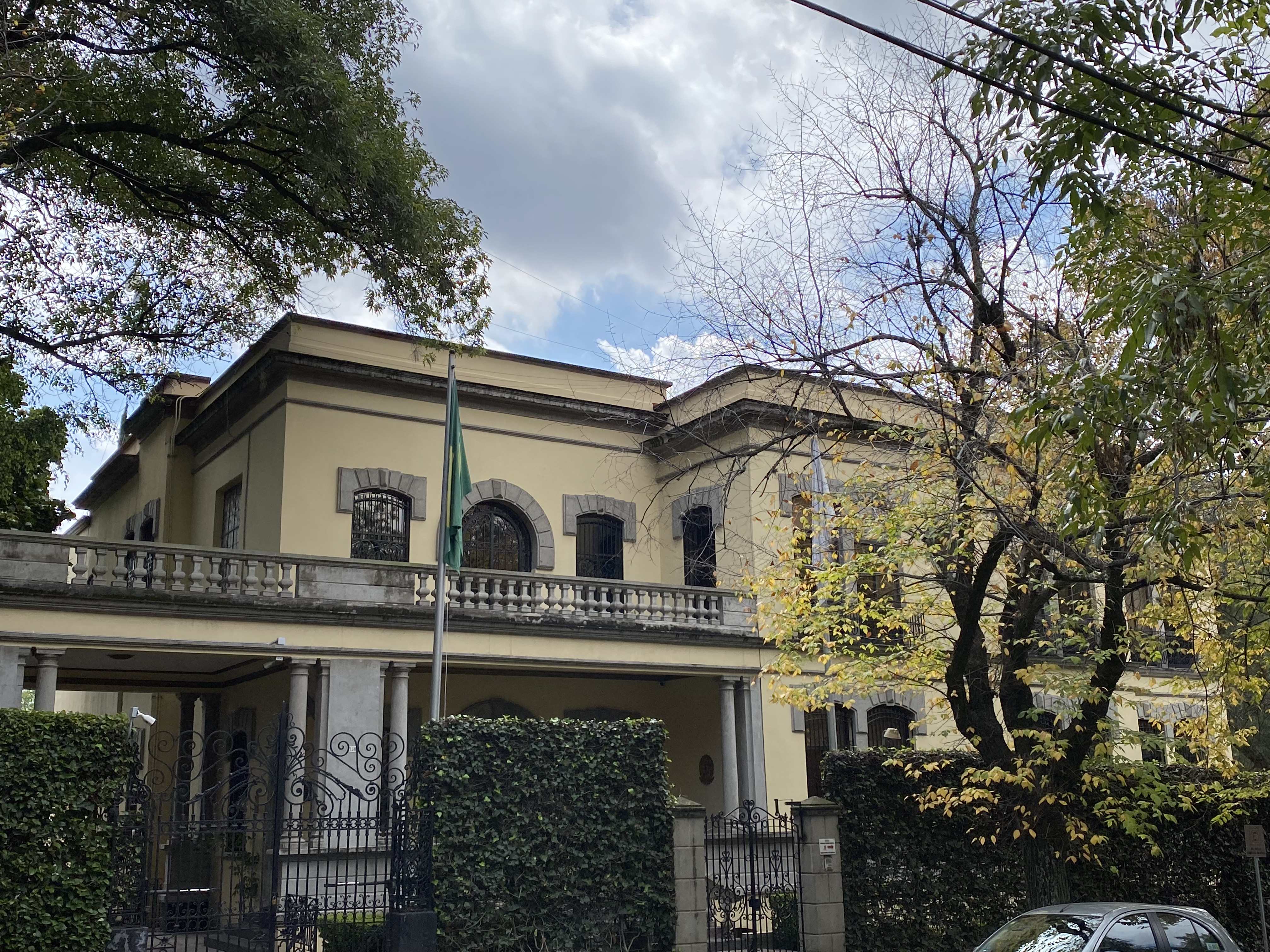
Embajada de Brasil en la Ciudad de México

Este artículo trata sobre la migración de ciudadanos provenientes de la República Federativa de Brasil hacia los Estados Unidos Mexicanos. Aunque los primeros lusófonos arribados a México fueron los portugueses, hoy en día los brasileños son los lusohablantes más numerosos que radican en el país. Los brasileños residentes en México son principalmente empresarios, comerciantes, modelos, escorts, deportistas, estudiantes universitarios, académicos y científicos. Entre las comunidades más importantes destacan aquellas en la Ciudad de México, Guadalajara, Monterrey, Coatzacoalcos, Ensenada y Puebla. También hay presencia brasileña en el Caribe Mexicano o Riviera Maya. 
Según el censo del año 2020 del INEGI, hay 8.689 brasileños residiendo en México.

## Cultura brasileña en México
Se han realizado eventos culturales patrocinados por la Embajada de Brasil y las Asociaciones de Brasileños en México y por algunos gobiernos delegacionales de esta ciudad, entre estos eventos culturales y deportivos.
El centro cultural Brasil-México es la institución brasileña más renombrada para aprender el idioma portugués en la Ciudad de México, así como otros vínculos culturales entre ambos países.

## Flujos Migratorios
| 1895 | 91   |
| 1900 | 27   |
| 1910 | 40   |
| 1921 | 32   |
| 1930 | 54   |
| 1970 | 538  |
| 1980 | 1108 |
| 1990 | 1293 |
| 2000 | 2320 |
| 2010 | 4532 |
| 2020 | 8689 |

Fuente: Estadísticas históricas de México 2009 y Censo de Población y Vivienda 2010